# プリキュア映画主題歌コレクション3
『プリキュア映画主題歌コレクション3』（プリキュアえいがしゅだいかコレクションスリー）は、『プリキュアシリーズ』の映画主題歌集。2018年10月31日にマーベラスから発売された。

## 概要
プリキュアシリーズ15周年に併せる形で発売された、2015年発売の『プリキュア映画主題歌コレクション2』以来となる、映画主題歌・挿入歌・イメージソングを収録した2枚組ベスト盤。今回は2014年秋公開の『映画 ハピネスチャージプリキュア! 人形の国のバレリーナ』から2018年春公開の『映画 プリキュアスーパースターズ!』までの劇場用映画8作品で使われた楽曲を収録している。
初回出荷分のCDトレー下のバックカバーに記載されているDisc1の12曲目から15曲目の表記において、本来「映画プリキュアオールスターズ みんなで歌う♪奇跡の魔法！」と記載されるはずの記述が、別作品のタイトルに誤表記で記載されていたことが判明し、これを受けて該当商品の交換を受け付けていた。
初回限定封入特典：ジャケットサイズステッカー

## 収録内容

### Disc1
1. ハピネスチャージプリキュア!WOW!
作詞：青木久美子、作曲：小杉保夫、編曲：大石憲一郎、歌：仲谷明香
『映画 ハピネスチャージプリキュア! 人形の国のバレリーナ』オープニングテーマ
2. 勇気が生まれる場所
作詞：こだまさおり、作曲・編曲：高木洋、歌：キュアラブリー（中島愛）・キュアプリンセス（潘めぐみ）・キュアハニー（北川里奈）・キュアフォーチュン（戸松遥）
『映画 ハピネスチャージプリキュア! 人形の国のバレリーナ』挿入歌
3. 見上げれば青い空
作詞：六ツ見純代、作曲・編曲：高木洋、歌：愛乃めぐみ（中島愛）・つむぎ（堀江由衣）
『映画 ハピネスチャージプリキュア! 人形の国のバレリーナ』イメージソング
4. パーティ ハズカム
作詞：只野菜摘、作曲：ヒザシ、編曲：古川貴浩、歌：吉田仁美
『映画 ハピネスチャージプリキュア! 人形の国のバレリーナ』エンディングテーマ
5. イマココカラ
作詞：青木久美子、作曲：高取ヒデアキ、編曲：籠島裕昌、歌：プリキュアオールスターズ
『映画 プリキュアオールスターズ 春のカーニバル♪』挿入歌
6. 39フェアリーズ
作詞：青木久美子、作曲：高取ヒデアキ、編曲：籠島裕昌、歌：うちやえゆか
『映画 プリキュアオールスターズ 春のカーニバル♪』挿入歌
7. イマココカラ
作詞：青木久美子、作曲：高取ヒデアキ、編曲:大久保薫、歌：モーニング娘。'15
『映画 プリキュアオールスターズ 春のカーニバル♪』エンディングテーマ
8. Miracle Go!プリンセスプリキュア
作詞：大森祥子、作曲：渡辺亮希、編曲：渡辺亮希・池田大介、歌：礒部花凜
『映画 Go!プリンセスプリキュア Go!Go!!豪華3本立て!!!』「パンプキン王国のたからもの」オープニングテーマ・「プリキュアとレフィのワンダーナイト!」挿入歌
9. Sharin' Miracle
作詞：大森祥子、作曲・編曲：高木洋、歌：パンプルル姫（花澤香菜）
『映画 Go!プリンセスプリキュア Go!Go!!豪華3本立て!!!』「パンプキン王国のたからもの」挿入歌
10. Happy Happening♪
作詞：大森祥子、作曲・編曲：高木洋、歌：レフィ姫（上垣ひなた）
『映画 Go!プリンセスプリキュア Go!Go!!豪華3本立て!!!』「プリキュアとレフィのワンダーナイト!」挿入歌
11. KIRA KIRA
作詞：持田香織、作曲・編曲：mito、オーケストラアレンジ：高木洋、歌：Every Little Thing
『映画 Go!プリンセスプリキュア Go!Go!!豪華3本立て!!!』「パンプキン王国のたからもの」エンディングテーマ
12. あなたがいるから
作詞：森雪之丞、作曲：さかいゆう、編曲：高木洋、歌：朝日奈みらい（高橋李依）、リコ（堀江由衣）、モフルン（齋藤彩夏）、春野はるか（嶋村侑）、海藤みなみ（浅野真澄）、天ノ川きらら（山村響）、紅城トワ（沢城みゆき）、パフ（東山奈央）、アロマ（古城門志帆）
『映画 プリキュアオールスターズ みんなで歌う♪奇跡の魔法!』挿入歌
13. 考えてみて
作詞：森雪之丞、作曲・編曲：小六禮次郎、歌：ソルシエール（新妻聖子）、キュアミラクル（高橋李依）、キュアマジカル（堀江由衣）
『映画 プリキュアオールスターズ みんなで歌う♪奇跡の魔法!』挿入歌
14. 魔女の子守唄〜歌は魔法
作詞：森雪之丞、作曲・編曲：小六禮次郎、歌：ソルシエール（新妻聖子）、プリキュアオールスターズ
『映画 プリキュアオールスターズ みんなで歌う♪奇跡の魔法!』挿入歌
15. みんながいるから☆プリキュアオールスターズ
作詞：森雪之丞、作曲・編曲：さかいゆう、歌：プリキュアオールスターズ
『映画 プリキュアオールスターズ みんなで歌う♪奇跡の魔法!』主題歌

### Disc2
1. Dokkin♢魔法つかいプリキュア！Part2
作詞：森雪之丞、作曲：奥村愛子、編曲：中村博、歌：北川理恵
『映画 魔法つかいプリキュア! 奇跡の変身!キュアモフルン!』オープニングテーマ
2. 正しい魔法の使い方
作詞：秋元康、作曲：Akira Sunset、編曲：重永亮介、歌：渡辺麻友
『映画 魔法つかいプリキュア! 奇跡の変身!キュアモフルン!』テーマソング・挿入歌
3. ふたつのねがい
作詞・作曲：藤本記子（Nostalgic Orchestra）、編曲：福富雅之（Nostalgic Orchestra）、歌：朝日奈みらい（高橋李依）、モフルン（齋藤彩夏）
『映画 魔法つかいプリキュア! 奇跡の変身!キュアモフルン!』挿入歌
4. キラメク誓い
作詞：青木久美子、作曲・編曲：高木洋、歌：キュアミラクル（高橋李依）、キュアマジカル（堀江由衣）、キュアフェリーチェ（早見沙織）、キュアモフルン（齋藤彩夏）
『映画 魔法つかいプリキュア! 奇跡の変身!キュアモフルン!』挿入歌
5. 桜MISSION〜プリキュアリレーション〜
作詞：青木久美子、作曲：小杉保夫、編曲：高木洋、歌：北川理恵、コーラス：五條真由美・うちやえゆか
『映画 プリキュアドリームスターズ!』オープニングテーマ
6. 君を呼ぶ場所
作詞：大久保薫・山崎寛子、作曲・編曲：大久保薫、歌：木村佳乃
『映画 プリキュアドリームスターズ!』エンディングテーマ・挿入歌
7. SHINE!! キラキラ☆プリキュアアラモード
作詞：大森祥子、作曲・編曲：大竹智之、歌：駒形友梨
『映画 キラキラ☆プリキュアアラモード パリッと!想い出のミルフィーユ!』オープニングテーマ
8. メモワール・ミルフィーユ
作詞・作曲・編曲：三好啓太、歌：キュアホイップ（美山加恋）・キュアカスタード（福原遥）・キュアジェラート（村中知）・キュアマカロン（藤田咲）・キュアショコラ（森なな子）・キュアパルフェ（水瀬いのり）
『映画 キラキラ☆プリキュアアラモード パリッと!想い出のミルフィーユ!』挿入歌
9. トレビアンサンブル!!
作詞：藤本記子（Nostalgic Orchestra）、作曲・編曲：三好啓太、歌：駒形友梨&宮本佳那子
『映画 キラキラ☆プリキュアアラモード パリッと!想い出のミルフィーユ!』オープニングテーマ
10. 明日笑顔になぁれ!
作詞：青木久美子、作曲・編曲：高木洋、歌：北川理恵
『映画 プリキュアスーパースターズ!』オープニングテーマ
11. 七色の世界
作詞・作曲：アツミサオリ、編曲：菊谷知樹、歌：宮本佳那子
『映画 プリキュアスーパースターズ!』エンディングテーマ